# チェルシーの唄
『チェルシーの唄』（チェルシーのうた）は、明治製菓（現・株式会社明治）のキャンディー「チェルシー」のテレビ・コマーシャルの中にて発表された、コマーシャルソングのひとつである。作詞は安井かずみ、作曲は小林亜星。オリジナル歌唱はシモンズ。一時期は「手のひらの愛」（てのひらのあい）の曲名でも呼ばれていた。
2005年5月25日に歴代の「チェルシーの唄」を収録したコンピレーション・アルバム『明治チェルシーの唄』がテイチクエンタテインメントから発売され、2011年9月7日に、キングレコードから発売されたDVD『明治製菓CMコレクション チョコ・キャラメル・キャンディ編』にも「チェルシー」のCMが収録されている。

## チェルシーの唄を録音した歴代アーティスト
| 録音年 | アーティスト                     | 収録作品                                                        | 発売日        | 備考 |
| ------ | -------------------------------- | --------------------------------------------------------------- | ------------- | --- |
| 1971年 | シモンズ                         | 『オリジナル版 懐かしのCMソング大全(3) 1966〜1973』             | 1993年8月25日 | |
| 1971年 | シモンズ                         | 『明治チェルシーの唄』                                          | 2005年5月25日 | |
| 1971年 | シモンズ                         | 『GOLDEN☆BEST シモンズ オールソングス・コレクション』           | 2013年7月31日 | ボーナス・トラックとして収録。 |
| 1971年 | シモンズ                         | 『小んなうた 亞んなうた 小林亜星楽曲全集 コマーシャルソング編』 | 2019年8月7日  | |
| 1972年 | ガロ                             | 『明治チェルシーの唄』                                          | 2005年5月25日 | |
| 1975年 | ペドロ&カプリシャス              | 『明治チェルシーの唄』                                          | 2005年5月25日 | |
| 1976年 | 南沙織                           | 『明治チェルシーの唄』                                          | 2005年5月25日 | |
| 1977年 | はつみ・ひとみ                   |                                                                 |               | |
| 1977年 | カラベリ・グランド・オーケストラ | 「Meiji チェルシーのうた」                                      | 1977年        | 7インチシングルレコード（非売品） |
| 1979年 | サーカス                         | 『明治チェルシーの唄』                                          | 2005年5月25日 | |
| 1979年 | サーカス                         | 『小林亜星CMソング・アンソロジー』                              | 2002年9月26日 | |
| 1981年 | 八神純子                         | 『明治チェルシーの唄』                                          | 2005年5月25日 | |
| 1982年 | あみん                           | 『明治チェルシーの唄』                                          | 2005年5月25日 | |
| 1984年 | 大貫妙子                         | 『明治チェルシーの唄』                                          | 2005年5月25日 | |
| 1985年 | アグネス・チャン                 | 「帰って来たつばめ」                                            | 1985年6月25日 | 「手のひらの愛」に改題して発表された。 |
| 1985年 | アグネス・チャン                 | 『明治チェルシーの唄』                                          | 2005年5月25日 | |
| 1988年 | 蒲原史子                         | 『明治チェルシーの唄』                                          | 2005年5月25日 | |
| 1989年 | In The Nua                       |                                                                 |               | |
| 1991年 | 有澤圭子                         | 『明治チェルシーの唄』                                          | 2005年5月25日 | |
| 1991年 | ハイ・ファイ・セット             |                                                                 |               | 公式ファンクラブ「THE STAFF」会員に限定配布されたカセットテープに収録されたことがある。                                                      |
| 1994年 | シーナ（シーナ&ロケッツ）        | 『明治チェルシーの唄』                                          | 2005年5月25日 | |
| 1997年 | PUFFY                            | 『明治チェルシーの唄』                                          | 2005年5月25日 | |
| 1999年 | 小野貴子&宮内美枝                | 『明治チェルシーの唄』                                          | 2005年5月25日 | |
| 1999年 | 小野貴子&宮内美枝                | 『心と耳にのこるCMのうた vol.2』                                | 2008年9月10日 | |
| 2000年 | 上原多香子                       | 『明治チェルシーの唄』                                          | 2005年5月25日 | TV-CM「花畑編」（15秒）として収録。 |
| 2003年 | CHEMISTRY                        | 『Between the Lines』                                           | 2003年6月18日 | |
| 2003年 | CHEMISTRY                        | 『明治チェルシーの唄』                                          | 2005年5月25日 | |
| 2010年 | Every Little Thing               |                                                                 |               | 「チェルシー×ELT 39th Thank Youプロジェクト」キャンペーンの一環としてカバー。 対象商品を購入し「当たり」マークが出たら、着うたを入手できた。 |
| 2017年 | 秦基博                           |                                                                 |               | マクドナルド「マックシェイク チェルシー」のTV-CMとして弾き語りで歌唱。                                                                       |